# Ferrocarril de Valdepeñas a Puertollano
El Ferrocarril de Valdepeñas a Puertollano és un tren de via estreta (amplada 750 mm) popularment anomenat "trenillo del Moral", que va ser inaugurat en desembre de 1893 de Valdepeñas a Calzada de Calatrava. Posteriorment va ser perllongat fins a Puertollano el 24 de març de 1903. A Valdepeñas connectava amb la línia de Madrid a Andalusia, i a Puertollano amb la línia de Madrid a Badajoz.
Amb un recorregut de 76 km el tren, que sempre va ser mixt de mercaderies i passatgers trigava unes 4 hores a fer el trajecte. Tenia fama de descarrilar amb molta facilitat, però els mateixos empleats i passatgers podien encarrilar de nou el tren que fins i tot li van treure una dita: "El Trenillo del Moral, no puede salir de noche, se asusta de las olivas y descarrilan los coches".
El 31 de desembre de 1931 va dependre d'EFE (Explotació de Ferrocarrils per l'Estat). Com que s'utilitzava habitualment pel transport de mercaderies agrícoles i d'una fàbrica de granit va començar a tenir problemes de liquiditat i es va intentar la seva modernització el 1956 amb una nova locomotora diesel provinent del Tramvia del Baix Empordà, però no va funcionar i finalment va ser clausurat el dia 1 de setembre de 1963.
Es va desballestar tota la línia i les locomotores de vapor del ferrocarril, sent traslladada la locomotora dièsel per FEVE a la línia de Sant Feliu de Guíxols-Girona, on va arribar el 17 de febrer de 1964.